# James H. Cone
James Hal Cone (5 de agosto de 1938 - 28 de abril de 2018) fue un teólogo estadounidense, conocido por su defensa de la teología negra y la teología de la liberación negra. Fue el encargado de la "Cátedra Charles Augustus Briggs" de teología sistemática en el Seminario Teológico Unido de Nueva York, hasta su muerte.

## Teología Negra y Poder Negro
Su libro de 1969, Teología Negra y Poder Negro, proporcionó una nueva forma de definir exhaustivamente el carácter distintivo de la teología en la iglesia negra. La obra de Cone fue influyente desde el momento de la publicación del libro y lo sigue siendo en la actualidad. 
Los teólogos blancos no tomaron la opresión del pueblo negro como punto de partida para analizar el significado actual del Evangelio. Consideraba que el Poder Negro era el evangelio para Estados Unidos, definido como personas negras que afirman la humanidad que la supremacía blanca negó. Argumentó que las iglesias norteamericanas blancas predicaban un evangelio basado en la supremacía blanca, antítesis del evangelio de Jesús de Nazareth.

## Hermenéutica
La lente hermenéutica para la teología de James Cone comienza con la experiencia de los afroamericanos, y las preguntas teológicas que trajo de su propia vida. Incorpora el papel de la iglesia negra en su vida, así como el racismo experimentado por los afroamericanos. La actividad liberadora De Dios es el centro de la revelación: Jesús de Nazareth vino a liberar a los oprimidos, "él es el libertador por excelencia, él nos revela no solamente quién es Dios y lo que hace, sino también quiénes somos nosotros y lo que debemos hacer en cuanto se refiere a la opresión de los humanos".
Para Cone, los teólogos que estudió en el posgrado no proporcionaron respuestas significativas a sus preguntas. Esta disparidad se hizo más evidente cuando enseñaba teología en Arkansas. Cone escribió: "¿Qué podría significar Karl Barth para los estudiantes negros que vinieron de los cultivos de algodón de Arkansas, Louisiana y Mississippi, buscando cambiar la estructura de sus vidas, en una sociedad que definió el negro como el no ser". "Éxodo, los profetas y Jesús, estos tres, definieron el significado de la liberación en la teología negra".
Sus concepciones teológicas también recibieron una inspiración significativa de la lucha negra por los derechos civiles; él sentía que los cristianos negros en Estados Unidos no deberían seguir a la iglesia blanca, alegando que era una parte del sistema que había oprimido a los negros. En consecuencia, su teología estuvo fuertemente influenciada por Malcolm X y el movimiento Black Power. Martin Luther King Jr. también fue una influencia importante; Cone describe a King como un teólogo de la liberación antes de que existiera la frase. "King era nuestro modelo", afirmó en 1970. Cone escribió: "Estaba en una misión para transformar a los cristianos negros que se odiaban a sí mismos, en discípulos revolucionarios amantes del negro, del Cristo Negro". Sin embargo, "la iglesia negra, a pesar de sus fracasos, le da a los negros un sentido de valor".

## Metodología
Su metodología para responder las preguntas planteadas por la experiencia afroamericana es un retorno a las Biblia, y particularmente a los elementos liberadores. Sin embargo, la Escritura no es la única fuente que da forma a su teología. En respuesta a las críticas de otros teólogos negros, incluido su hermano Cecil, Cone comenzó a hacer un mayor uso de los recursos nativos de la comunidad cristiana afroamericana para su trabajo teológico, incluidos los espirituales esclavos, los blues y los escritos de destacados africanos, como los pensadores estadounidenses David Walker, Henry McNeal Turner y W. E. B. Du Bois. Su teología se desarrolló aún más en respuesta a las críticas de las mujeres negras, lo que llevó a Cone a considerar las cuestiones de género de manera más prominente y a fomentar el desarrollo de la teología feminista, y también en diálogo con el análisis marxista y la sociología del conocimiento.

## Teología contextual
El pensamiento de Cone, junto con Paul Tillich, enfatiza la idea de que la teología no es universal, sino que está vinculada a contextos históricos específicos; él critica así la tradición occidental de teologización abstracta al examinar su contexto social. Formuló una teología de la liberación dentro del contexto de la experiencia negra de la opresión, interpretando el núcleo central de los Evangelios como la identificación de Jesús con los pobres y los oprimidos y la resurrección como el último acto de liberación.
Como parte de su análisis teológico, Cone argumenta a favor de la propia identificación de Dios con la "negrura: 

El teólogo negro debe rechazar cualquier concepción de Dios que reprima la autodeterminación negra al representar a Dios como un Dios de todos los pueblos. O Dios se identifica con los oprimidos hasta el punto de que su experiencia se convierte en la experiencia de Dios, o si no, Dios es un Dios del racismo. ... La negrura de Dios significa que Dios ha hecho de la condición oprimida la propia condición de Dios. Esta es la esencia de la revelación bíblica. Al elegir esclavos israelitas como el pueblo de Dios y al convertirse en el oprimido en Jesucristo, la raza humana debe comprender que Dios es conocido donde los seres humanos experimentan humillación y sufrimiento. ... La liberación no es una ocurrencia tardía, sino la esencia misma de la actividad divina.

Sin embargo, a pesar de sus asociaciones con el movimiento del Poder Negro, Cone no estaba sólo enfocado en el origen étnico: "Ser negro en Estados Unidos tiene poco que ver con el color de la piel. Ser negro significa que su corazón, su alma, su mente y su cuerpo están donde los desposeídos son".
En 1977, Cone escribió con una visión aún más inclusiva:

Creo que ha llegado el momento de que los teólogos negros y la gente de la iglesia negra vayan más allá de una mera reacción al racismo blanco en Estados Unidos y comiencen a extender nuestra visión de una nueva humanidad socialmente construida en todo el mundo habitado ... Porque la humanidad es completa, y no puede aislarse en grupos raciales y nacionales.

En su ensayo de 1998 "Teología blanca revisada" mantuvo su fuerte crítica anterior de la iglesia blanca y a la ideología blanca por ignorar o no abordar el problema de la raza.

## Obras
- Black Theology and Black Power (1969) ISBN 1-57075-157-9
- A Black Theology of Liberation] (1970) ISBN 0-88344-685-5
- The Spirituals and the Blues: An Interpretation (1972) ISBN 0-8164-2073-4
- God of the Oppressed (1975) ISBN 1-57075-158-7
- The Black Church and Marxism: what do they have to say to each other con Michael Harrington, New York: Institute for Democratic Socialism] (1980)
- For My People: Black Theology and the Black Church (Where Have We Been and Where Are We Going?) (1984) ISBN 0-88344-106-3
- Speaking the Truth: Ecumenism, Liberation, and Black Theology (1986) ISBN 1-57075-241-9
- Martin & Malcolm & America: A Dream or a Nightmare? (1992) ISBN 0-88344-824-6
- Risks of Faith: The Emergence of a Black Theology of Liberation, 1968-1998 (1999) ISBN 0-8070-0950-4
- The Cross and the Lynching Tree (2011) ISBN 978-1-57075-937-6
- My Soul Looks Back (1982,ISBN 978-0-88344-355-2)
- Said I wasn't gonna tell nobody : the making of a Black theologian (2018) ISBN 9781626983021